# Musique brésilienne
La musique brésilienne est d'une grande richesse et diversité notamment grâce à son triple héritage : américain, européen (essentiellement portugais) et africain. On ne saurait limiter la musique brésilienne à la samba ou à la bossa nova : au Brésil chaque région possède une tradition et une culture musicale qui lui est propre.
Outre Heitor Villa-Lobos, de nombreux Brésiliens font partie des grands noms de la musique du XXe siècle, comme Antônio Carlos Jobim, João Gilberto, Baden Powell, Vinícius de Moraes, Roberto Carlos, Fábio Jr., Tim Maia, Milton Nascimento et Humberto Gessinger.

## Musique classique et sacrée
À la suite de l'arrivée des Jésuites, la musique baroque (baroco mineiro) et le chant grégorien furent introduits dès 1549. Le plus ancien morceau de musique vocale profane avec un texte en portugais retrouvé au Brésil est Heroe, egregio, douto, peregrino, une œuvre anonyme composée d'un récitatif et d'une aria da capo.
La musique dite classique est représentée par plusieurs compositeurs dont José Maurício Nunes Garcia (1767-1830), Antônio Carlos Gomes (1836-1896), Elias Álvares Lobo (1834-1901), Brasílio Itiberê (1848-1913), Heitor Villa-Lobos (1887-1959). Camargo Guarnieri (1907-1993), Cláudio Santoro (1919-1989) et Osvaldo Lacerda (pt) (1927-2011). Elle se scinde au début du XXe siècle entre l'École de musique nationale, qui inclut des éléments autochtones, et le Mouvement de musique vivante (movimento Música Viva), qui procède à l'expérimentation atonal-dodécaphonique, sous l'orientation de Hans-Joachim Koellreutter (ancien élève de Hermann Scherchen, qui arrive au Brésil en 1937).
Les folias-de-reis sont des chants et des processions à l'occasion des fêtes de la Nativité. Du même genre, se réclame le baile pastoril, sorte de théâtre. Le cururu, le siriri et le cateretê sont quant à eux, des louanges sous forme de joutes poético-religieuses (réservées aux hommes catholiques) accompagnées de  danses, mais il existe nombre d'autres danses à caractère religieux, tant dans le fandango que dans le bailado.

## Musique traditionnelle

### Bumba-meu-boi
Bumba-meu-boi, boi-bumbá ou pavulagem sont des danses du folk populaire brésilien, avec des personnages humains et animaux fantastiques, qui tend à raconter l'histoire légendaire de la mort et la résurrection d'un bœuf. Originaire du Maranhão, cette manifestation populaire festive est maintenant également très populaire dans la Région Nord du Brésil.

### Cantoria
Joutes poético-musicales exécutées par les repentistas et violeros. Elles s'appellent aussi desafio et se retrouvent aussi dans le porfia du sud.

### Capoeira et maculelê

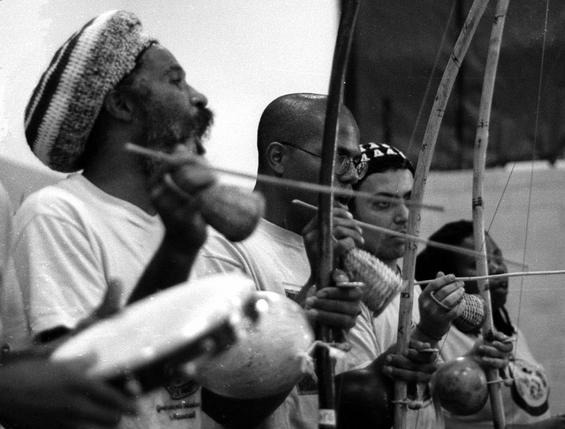
Capoeira.

Le terme capoeira désigne un poulailler en portugais, mais étymologiquement, on peut aussi renvoyer à la langue tupi, où ka signifie « forêt ». À l'origine, la capoeira est une lutte pratiquée par les hommes d'origine africaine dans les plantations. 
Cette lutte a la particularité de ressembler à une danse à deux faite d'esquives, le but étant moins de toucher l'autre que de l'impressionner par la virtuosité de son jeu.  Elle se joue d'ailleurs toujours à deux, au centre de la roda, un cercle formé par une rangée de musiciens qui jouent avec des instruments spécifiques et chantent des chansons propres à cet art ; le cercle est fermé par les autres élèves qui ne jouent pas mais reprennent les refrains des chants. La roda est toujours dirigée par l'un des musiciens, généralement le plus avancé, le Mestre ; c'est lui qui insuffle le rythme (lent ou rapide) et empêche les dérives du jeu (coups portés). Il donne des indications aux joueurs par la façon dont il joue du berimbau (rythme, toques) et par les chansons qu'il choisit. Le pas de base est la ginga, qui pourrait ressembler à un kata d'art martial dansé : elle permet aux deux joueurs de se faire face de façon neutre et à chacun d'eux d'anticiper ou de préparer une esquive. Il existe deux formes de capoeira : l'angola, lente et faite de beaucoup de malice ; et la régionale, rapide, acrobatique et plus agressive.
Accompagnée à ses débuts de percussions membranophones, la capoeira adopte le berimbau, arc musical issu de la culture bantoue (Congo, Angola, Afrique du Sud) par le biais de la déportation des esclaves. Berimbau désigne la guimbarde en Portugais. Il est formé d'un bâton en bois (généralement de Pau Brasil, arbre primitivement brésilien au bois solide mais souple et parfois en bambou), d'un fil de fer tendu entre ses extrémités et d'une calebasse glissée au bas du bâton à l'aide d'une ficelle. Le musicien serre le bâton d'une main, avec son majeur et l'annulaire ; le petit doigt est passé sous la ficelle tendue passée dans la calebasse. Quant au pouce et à l'index, ils sont utilisés pour tenir un caillou rond ou une grosse pièce qui, par intermittences calculées, fait grincer harmonieusement la corde. Le toque (le son battu) est obtenu par de petits coups portés sur le fil à l'aide d'une baguette tenue par le musicien dans son autre main. Enfin, le caixixi est une petite poche de vannerie comprenant des graines tenue dans la même main que la baguette. Utilisé au départ par les vendeurs de rue à la criée, le berimbau s'est étoffé en trois tessitures au sein de la capoeira : gunga (son grave), medio (son medium) et viola (aigu). De nombreux mestres comme Bimba, Canjiquinha, Pastinha, Gato, Waldemar, Bigodinho, Arnol et Traira ont inventé durant le XXe siècle, une pluralité de rythmes correspondants chacun à des occasions de jeu et à des styles de jeux spécifiques. Par exemple, le toque de la cavalerie (cavalaria) serait lié à l'alerte donnée par le meneur du jeu aux lutteurs lorsque les forces de l'ordre arrivaient.
Accompagnant le berimbau, l'atabaque est un tambour provenant de la culture Ewe/fon/Yoruba de l'Afrique de l'Ouest (Nigeria, Bénin). Il est issu de la musique du candomblé, religion afro-brésilienne, dans laquelle on utilise trois tambours atabaques, à l'image des trois berimbaus. Mestre Pastinha et Bimba étaient adeptes de cette religion. Cependant, il n'y a qu'un seul rythme d'atabaque dans la capoeira. À ses côtés, le pandeiro, tambour sur cadre, est d'origine orientale et on le retrouve dans de nombreuses cultures, au Portugal, dans le sud de la France, en Afrique du Nord (riqq), pour faire court. La cloche agogo est issue elle aussi du candomblé, dans lequel elle a un rôle primordial puisqu'elle marque d'identité rythmique de base. En comparaison, la clave cubaine est issue de la même racine. On retrouve l'agogo dans la samba de Rio, et sa cousine gonguê dans le maracatu du Pernambouc.
Le reco-reco est un idiophone raclé de la même famille que le guiro cubain, et est utilisé dans la capoeira angola. Dans la pratique de la capoeira, on associe à l'art martial d'autres danses comme le maculêlê, danse de bâton inventé dans la région de Santo Amaro à Bahia et la samba de roda. Le rythme du maculêlê est apparenté à celui de la samba de angola (musique rituelle). À Recife, la danse du frevo est inspirée par les mouvements acrobatiques de capoeira.
L'orchestre de la capoeira angola (Mestre Pastinha) est composé d'une agogo, deux pandeiros, un reco-reco, trois berimbaus et un atabaque. Les rythmes de Pastinha sont São Bento grande, São bento Pequeno, Angola, Santa Maria, Cavalaria, Amazonas, Iuna. On joue aussi Jogo de dentro et Apanha Laranja no chão Tico-tico. L'orchestre de la capoeira regional (la lutte régionale de Mestre Bimba) est composé de deux berimbaus, un pandeiro, un atabaque. Les rythmes sont São Bento grande, benguela, cavalaria, Santa Maria, Idalina, Iuna, Amazonas. Quant aux chants, ils sont nombreux et très importants : ils racontent des histoires liées à l'esclavage, les senzalas (endroits clos où étaient enfermés les esclaves), la vie de héros (comme Zumbi de Palmares, Lampiao...)  et donnent de l'énergie aux lutteurs/joueurs. Un chant est lancé par l'un des musiciens - généralement le Mestre - et les autres reprennent les refrains.

### Carimbo
Danse ancienne d'origine indienne dont le rythme rapide joué sur le tambour nommé carimbo accompagnant cavaquinho et banjo : elle a été mêlée aux tendances modernes (lambada). Elle provient du Para. Un de ses plus célèbres représentants est Mestre Verequete.

### Choro
Le choro (qui signifie « pleur » en français) plus connu sous le nom de Chorinho (petit pleur), est un style de musique populaire et instrumentale brésilienne qui existe depuis 130 ans.  Malgré son nom, le style est en général d'un rythme agité et joyeux, caractérisé par la virtuosité et les improvisations des participants, qui font preuve de beaucoup d'étude, de technique et de la maitrise totale de leur instrument.  Le choro est considéré comme la première musique populaire urbaine typique du Brésil qui soit difficile à exécuter. Les influences européennes à l'origine de cette musique sont diverses : les xote européens, la valse et principalement la polka, mais elle fut aussi influencée par le lundu africain.

### Lundu
Le lundu, danse licencieuse d'origine africaine apporté par les Portugais au XVIIIe siècle.

### Modinha
La modinha est un genre populaire né au XVIIIe siècle, d'inspiration portugaise, comprenant modas et romances.

### Música nordestina

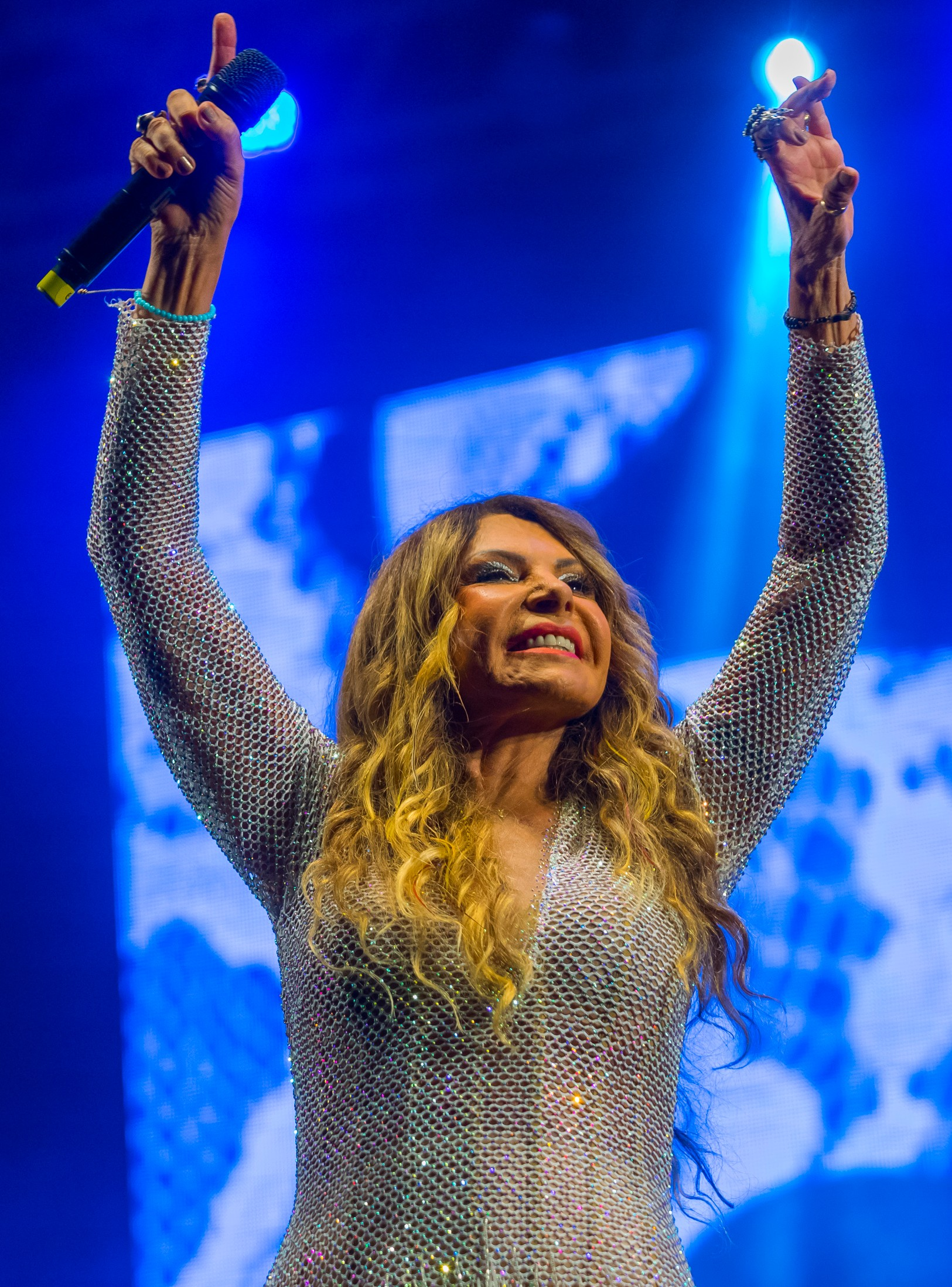
Elba Ramalho.

Beaucoup de styles folkloriques se rencontrent dans cette région du Nordeste : Baião, bambelô, boléros, chamego, coco, congada, embolada, forró, frevo, guarania, maracatu, maxixes, mozambique, xaxado, xerem et xote

### Música sertaneja

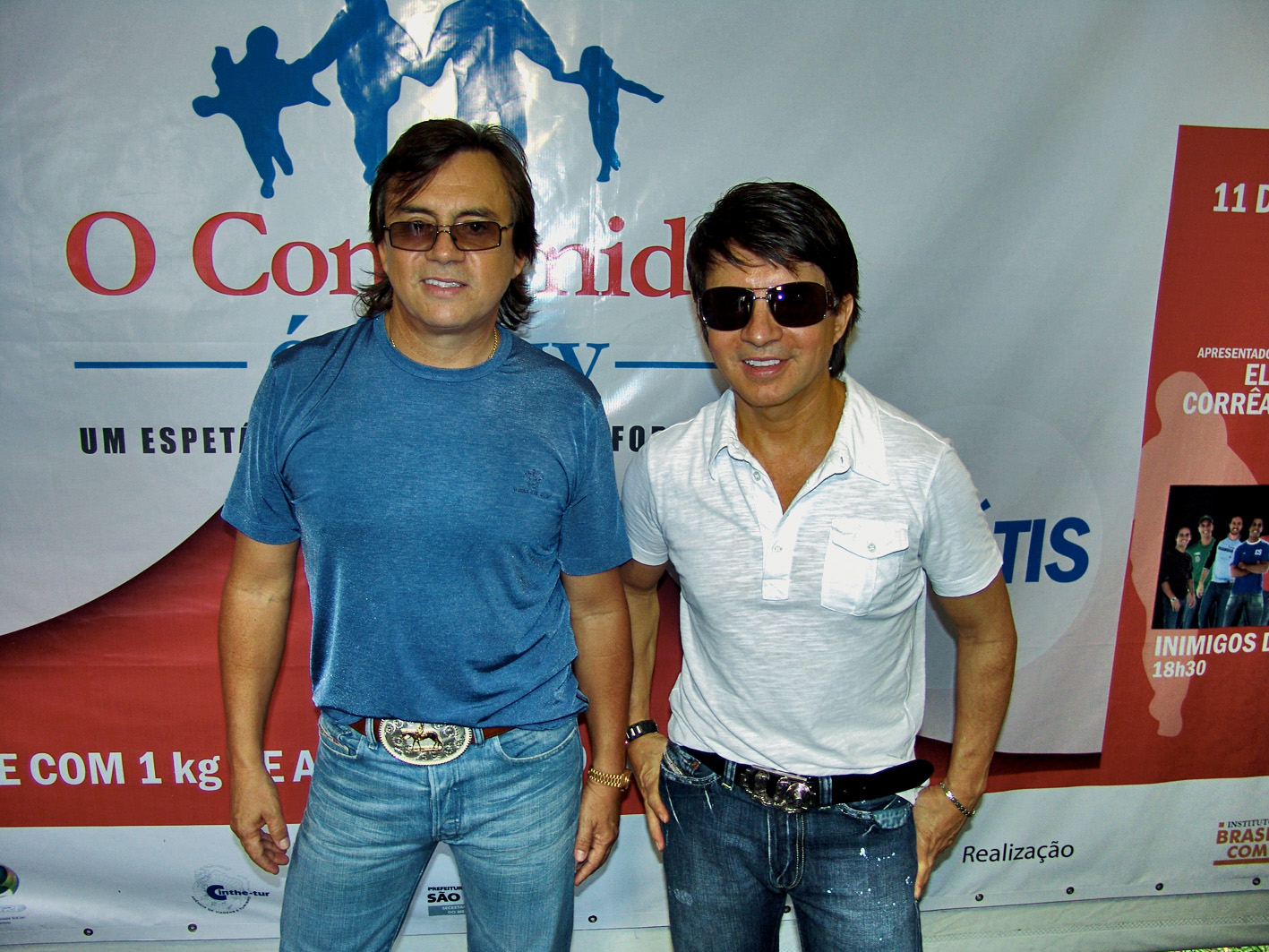
Chitãozinho & Xororó.

La música sertaneja (sertanejo), ou música caipira, est un genre rural proche de la musique country. On y retrouve le dupla caipira sertaneja, duo de chanteurs jouant de le violão. Il se référait à l'origine à la musique originaire du Sertão et de la musica caipira. (La musique Caipira est apparue dans l'État de São Paulo et dans certaines régions du Mato Grosso do Sul, Goiás, Minas Gerais, Paraná et Mato Grosso. Le rythme musical est très répandu dans les régions du sud-est et du sud du Brésil.)
Le genre est extrêmement populaire dans le pays, ayant parmi ses plus grands représentants Chitãozinho e Xororó, Leandro e Leonardo, Zezé Di Camargo e Luciano, Chrystian e Ralf, João Paulo e Daniel et Sérgio Reis. De plus, au cours des dernières années, des artistes tels que Jorge e Mateus et Marília Mendonça sont à la hausse.
Sa variante moderne et commerciale, la sertanejo universitário, est par la suite le genre le plus vendu au Brésil avec des artistes comme Michel Teló, Gusttavo Lima, João Lucas e Marcelo, Marília Mendonça ou encore Zé Neto e Cristiano.

### Musique amérindienne
Bien que la colonisation ait tenté d'annihiler les musiques amérindiennes, quelques tribus poursuivent discrètement leurs traditions musicales essentiellement vocales :
- Ngre-re est la musique des indiens Kaiapo qui pratiquent des vocalises lors de rituels ou cérémonies. Il s'agit d'une musique d'appel que seuls certains membres sont autorisés à chanter, souvent en falsetto.
- Tulé est un rituel joué aux clarinettes du même nom, célébrant une alliance chez les indiens Asurini.
- Yaunkwa est un rituel agraire et piscicole avec des danses et des chants accompagnés aux flûtes de pan et clarinettes, chez les indiens Enauené-Naué.

### Musique rituelle
Musique inspirée de la tradition yoruba, notamment afoxé, candomblé, macumba, et umbanda.

### Musique gaúcha

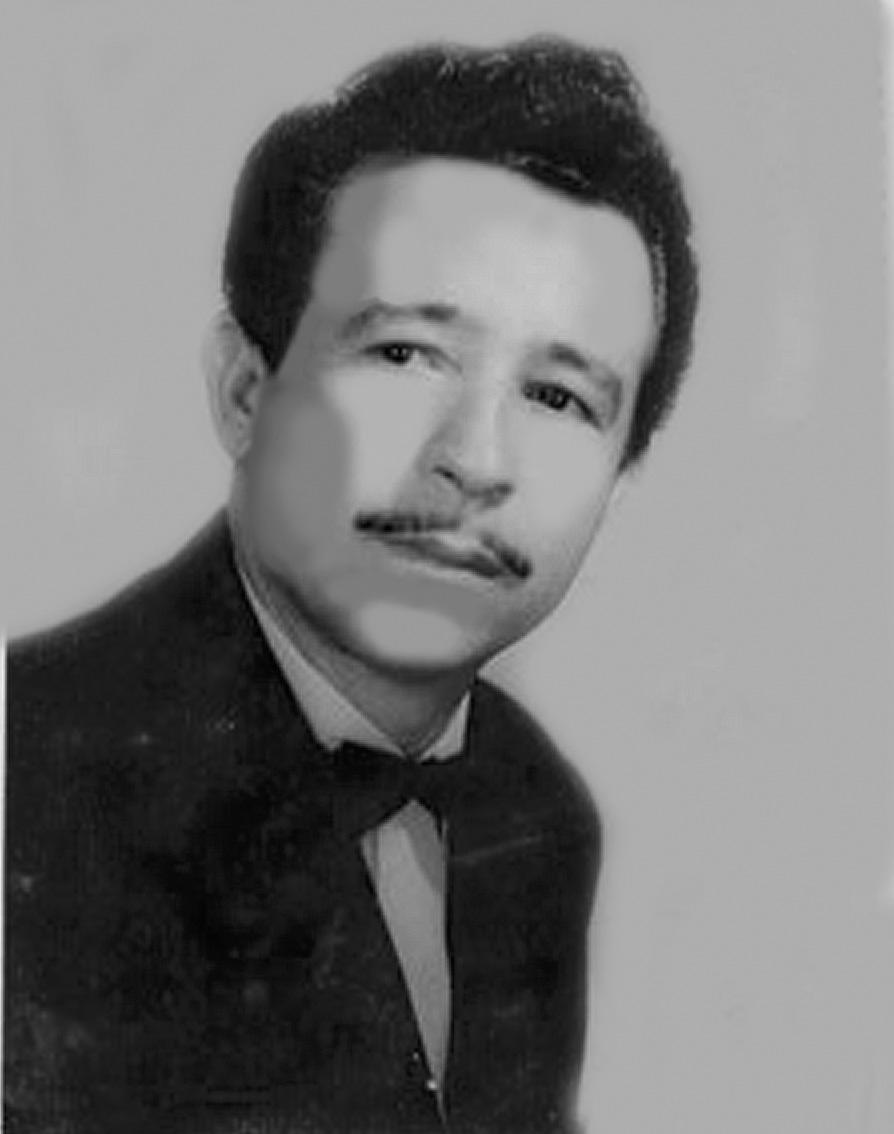
Teixeirinha.

La musique gaúcha, ou musique gaucho brésilienne, est un terme général utilisé pour la musique originaire de l'État du Rio Grande do Sul, dans le sud du Brésil. Certains des musiciens les plus célèbres de ce genre sont Teixeirinha, Gaúcho da Fronteira, Renato Borghetti, Yamandu Costa, Jayme Caetano Braun et Luiz Marenco, entre autres. Les genres associés comprennent : le bugio, la vaneira et la milonga

## Musique contemporaine
La musique brésilienne est révolutionnée au début du XXe siècle avec l'introduction progressive sur le marché de nombreux disques provenant d'Europe et des États-Unis puis celle de trois nouvelles inventions technologiques : la radio en 1922, l'enregistrement électromagnétique du son en 1927 et le cinéma parlant en 1929, comme dans le reste du monde,.
L'arrivée de musiciens européens et américains a eu une grosse influence sur la production musicale des années 1930, notamment sur le jazz et la samba. Dans cette période, la samba est le genre de chanson populaire le plus enregistré au Brésil, avec près d'un tiers du répertoire total ; les sambas et les marches représentent ensemble un peu plus de la moitié du répertoire enregistré pendant cette période. Grâce à la nouvelle technologie d'enregistrement électromagnétique, il est possible de capturer les instruments de percussion présents dans les écoles de samba et les studios. Malgré la présence de ces instruments de percussion, les enregistrements de samba en studio sont marqués par la prédominance d'arrangements orchestraux avec des cuivres et des cordes. Tandis que la question de l'authenticité de leur production est sujette à caution et décriée de par leurs origines, ce schéma orchestral est surtout imprimé par des arrangeurs d'origine européenne, dont Simon Bountman, Romeu Ghipsman, Ignácio Kolman, Lúcio Chameck, Harry Kosarin et Arnold Gluckman, des chefs d'orchestre dont la formation érudite a fini par conférer un son symphonique européen à la contre-mélodie et au rythme de tambour de la samba estacienne,,,. Un gain esthétique indéniable a été apporté par eux, les circonstances techniques exigeant des solutions créatives de la part des arrangeurs et des interprètes. Les interventions de ces « déformateurs de samba » ont pourtant eu un accueil mitigé par leurs contemporains, étant accusés d'« empêcher l'émergence de ce qu'est le Brésil »,.

### Samba
Née au début du XXe siècle à Rio de Janeiro, elle est à l'origine, une danse africaine.  Les gernes associéscomprennent la batucada, le pagode, le partido-alto, et la samba-enredo

### Jovem Guarda

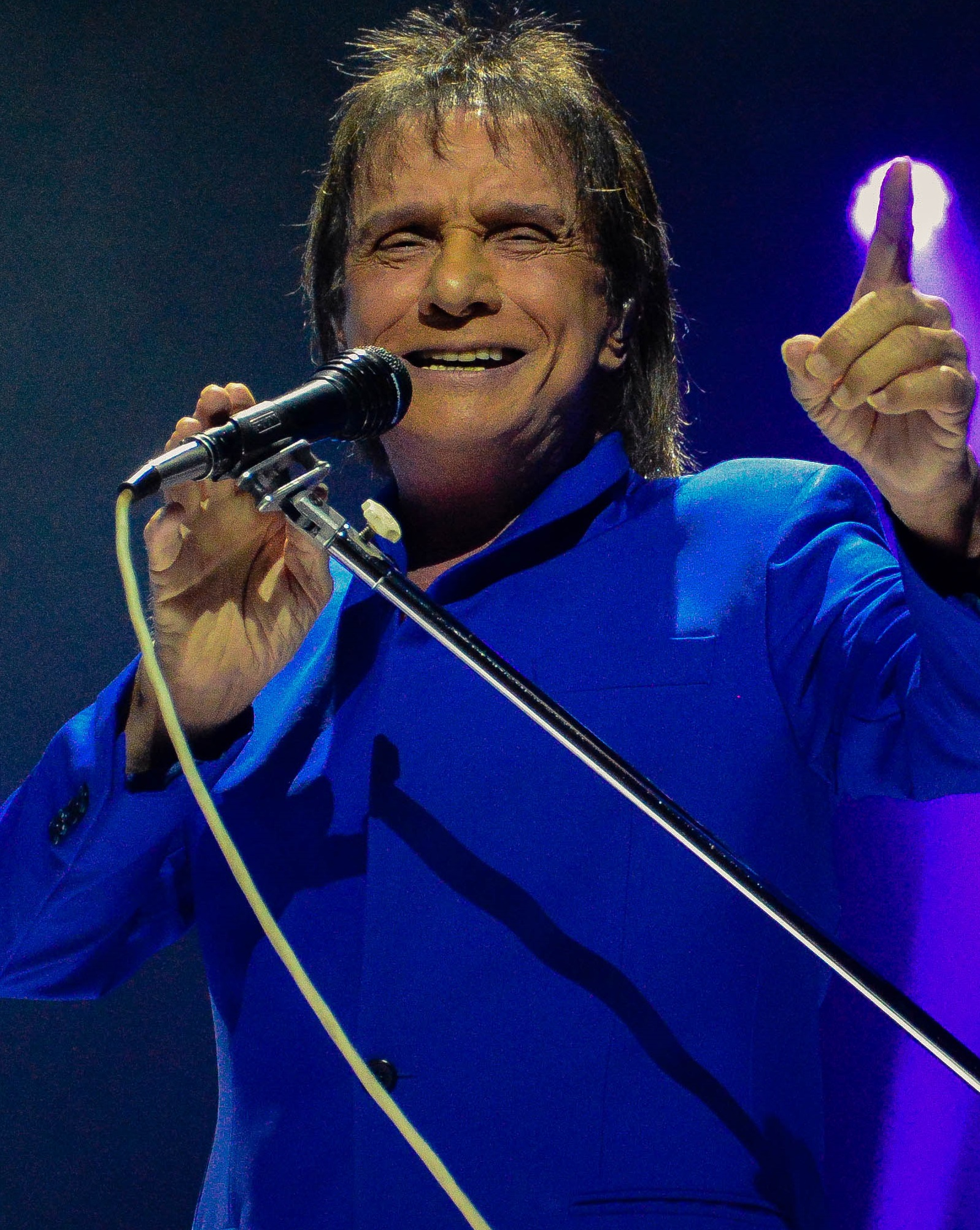
Roberto Carlos.

La Jovem Guarda est un mouvement proche du rock créé dans les années 1960, mené par Roberto Carlos.

### Marchinha et entrudo
C'est la musique de carnaval introduite au XIXe siècle par les Portugais. Les ranchos et les cordons du début du XXe siècle préparent l'avènement des écoles de samba.

### Bossa nova
Née en 1957 à Rio de janeiro comme une évolution de la samba plus douce et sans percussions, avec pour figures marquantes, Antônio Carlos Jobim, João Gilberto, Luiz Bonfá, et Baden Powell. Elle devient mondialement célèbre et influence considérablement les jazzmen américains.

### Jazz brésilien
Des musiciens tels Hermeto Pascoal, Egberto Gismonti, Naná Vasconcelos, Arismar do Espírito Santo ou Airto Moreira, côtoient les plus grands noms de la scène jazz fusion.

### Brega

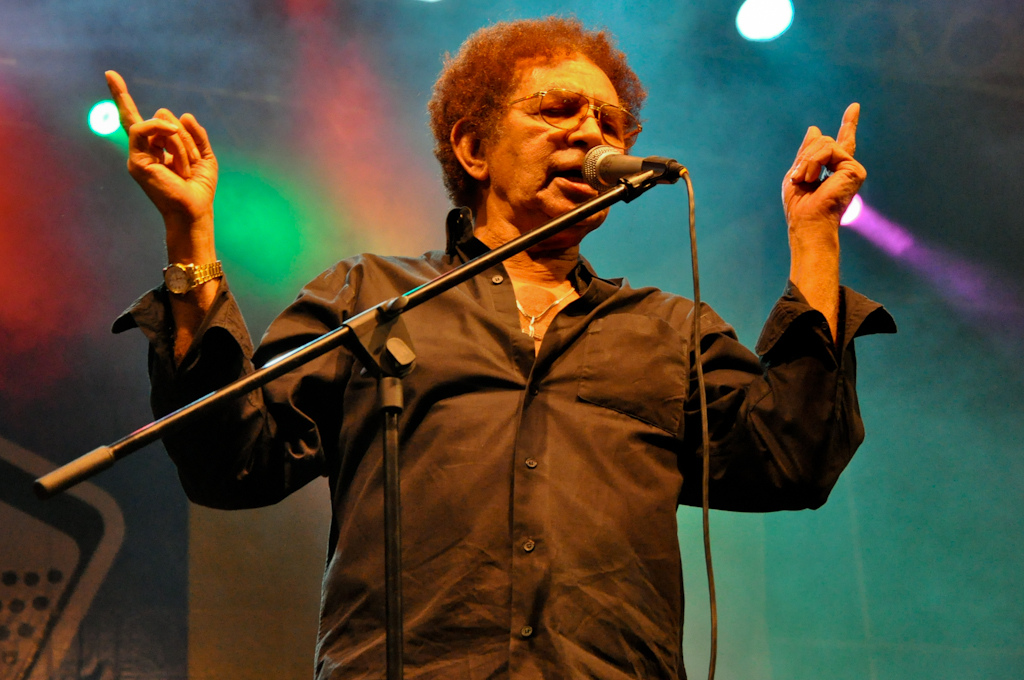
Reginaldo Rossi.

La brega (litt. « ringard ») est un sous-genre de la música popular brasileira. Cependant, sa définition en tant qu'esthétique musicale est quelque peu difficile, car il n'y a pas de rythme musical proprement dit « brega ». Le terme est largement utilisé pour désigner la musique romantique populaire avec une exagération ou une ingéniosité dramatique, traitant généralement de sujets tels que les déclarations d'amour, l'infidélité et les délires amoureux.
Trois de ses plus grandes icônes étaient historiquement Waldick Soriano, Reginaldo Rossi et Falcão, ce dernier suivant une partie d'une tradition de brega humoristique. Certains précurseurs du « style » sont des chanteurs des années 1940 et 1950, qui ont suivi, à travers le boléro et la samba-canção, un thème plus « romantique ». Parmi eux Orlando Dias, Carlos Alberto, Alcides Gerardi et Cauby Peixoto.

### Clube da Esquina
Genre né en 1963 sous l'impulsion de Milton Nascimento.

### Música popular brasileira (MPB)
Née en 1965, avec le tropicalisme, sous l'impulsion de Caetano Veloso, Maria Bethânia, Gilberto Gil, Gal Costa, Chico Buarque de Holanda, Rita Lee, avec un style de chant de révolte d'avant-garde mêlé au rock 'n' roll.

### Rock brésilien

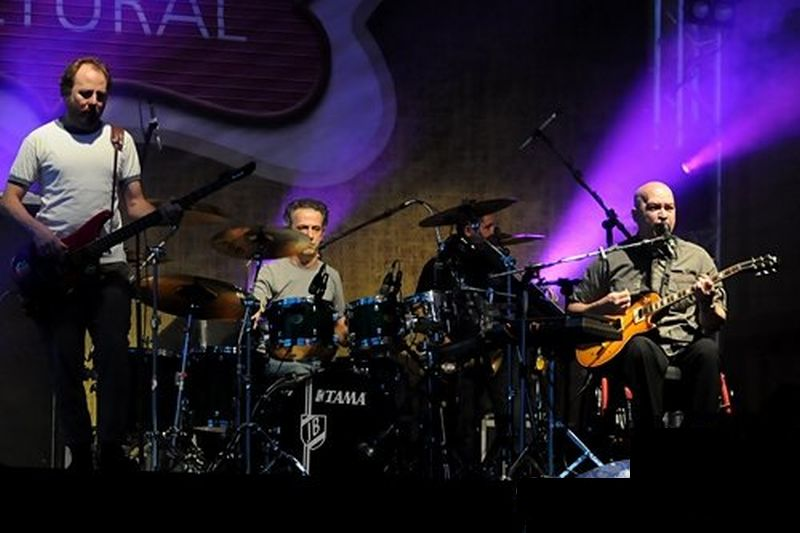
Os Paralamas do Sucesso.

Le style musical connu au Brésil sous le nom de « rock n' roll brésilien » remonte à Ronda das Horas de Nora Ney, une version en portugais de Rock Around the Clock en 1954. Dans les années 1960, de jeunes chanteurs comme Roberto Carlos et les Jovem Guarda mouvement (composé de chanteurs comme Erasmo Carlos, Wanderléa, Ronnie Von, Eduardo Araújo e Sylvinha Araújo, Wanderley Cardoso, Jerry Adriani, Martinha, Vanusa, Rossini Pinto, Leno e Lílian, Evinha (Trio Esperança), Paulo Sérgio, Dick Danello, Reginaldo Rossi, Sérgio Reis, Antônio Marcos, Márcio Greyck, Sérgio Murilo, Waldirene, Arthurzinho, Ed Wilson, Ronnie Cord, Jorge Ben Jor, Tim Maia, Bobby de Carlo, George Freedman et des groupes comme Golden Boys, Renato e Seus Blue Caps, Lafayette e seu Conjunto, Os Incríveis, Os Vips, Os Jovens, The Pops et The Fevers) étaient très populaires.
Les années 1970 voient l'émergence de nombreux groupes de rock progressif et de hard rock, Rita Lee, dans sa carrière solo après Os Mutantes, a défendu l'esthétique glam-rock au Brésil, et des groupes comme Raul Seixas, Secos e Molhados, et d'autres, ont mélangé le genre avec la musique brésilienne traditionnelle. À la fin des années 1970, la scène punk rock brésilienne démarre principalement à São Paulo et à Brasilia, en plein essor dans les années 1980, avec Inocentes, Cólera, Ratos de Porão, et Garotos Podres
Le véritable boom commercial du rock brésilien a lieu dans les années 1980, avec de nombreux groupes et artistes comme Blitz, Gang 90, Barão Vermelho, Legião Urbana, Lobão, Engenheiros do Hawaii, Titãs, Kid Abelha, Os Paralamas do Sucesso, et bien d'autres, et des festivals. comme Rock in Rio et Hollywood Rock.
Dans les années 1990, l'ascension fulgurante de Mamonas Assassinas, qui a vendu plus de 3 millions d'exemplaires de son seul CD (un disque, selon les normes brésiliennes) s'est terminée tragiquement lorsque l'avion du groupe s'est écrasé, tuant les cinq membres du groupe, le pilote et le copilote. Parmi les autres groupes à succès commercial, citons Jota Quest, Raimundos et Skank. C'est également dans les années 1990 que les premières graines de ce qui allait devenir la scène indépendante brésilienne ont été plantées, avec la création de festivals indépendants tels que Abril Pro Rock et, plus tard dans la décennie, Porão do Rock. Le groupe Pato Fu a été considéré par le magazine Time comme l'un des dix meilleurs groupes au monde en dehors des États-Unis.
La scène rock s'est très vite développée au Brésil, en particulier dès les années 1990 grâce à des groupes à succès, en particulier Sepultura, l'un des groupes de metal les plus populaires de l'hémisphère sud.

### Heavy metal brésilien

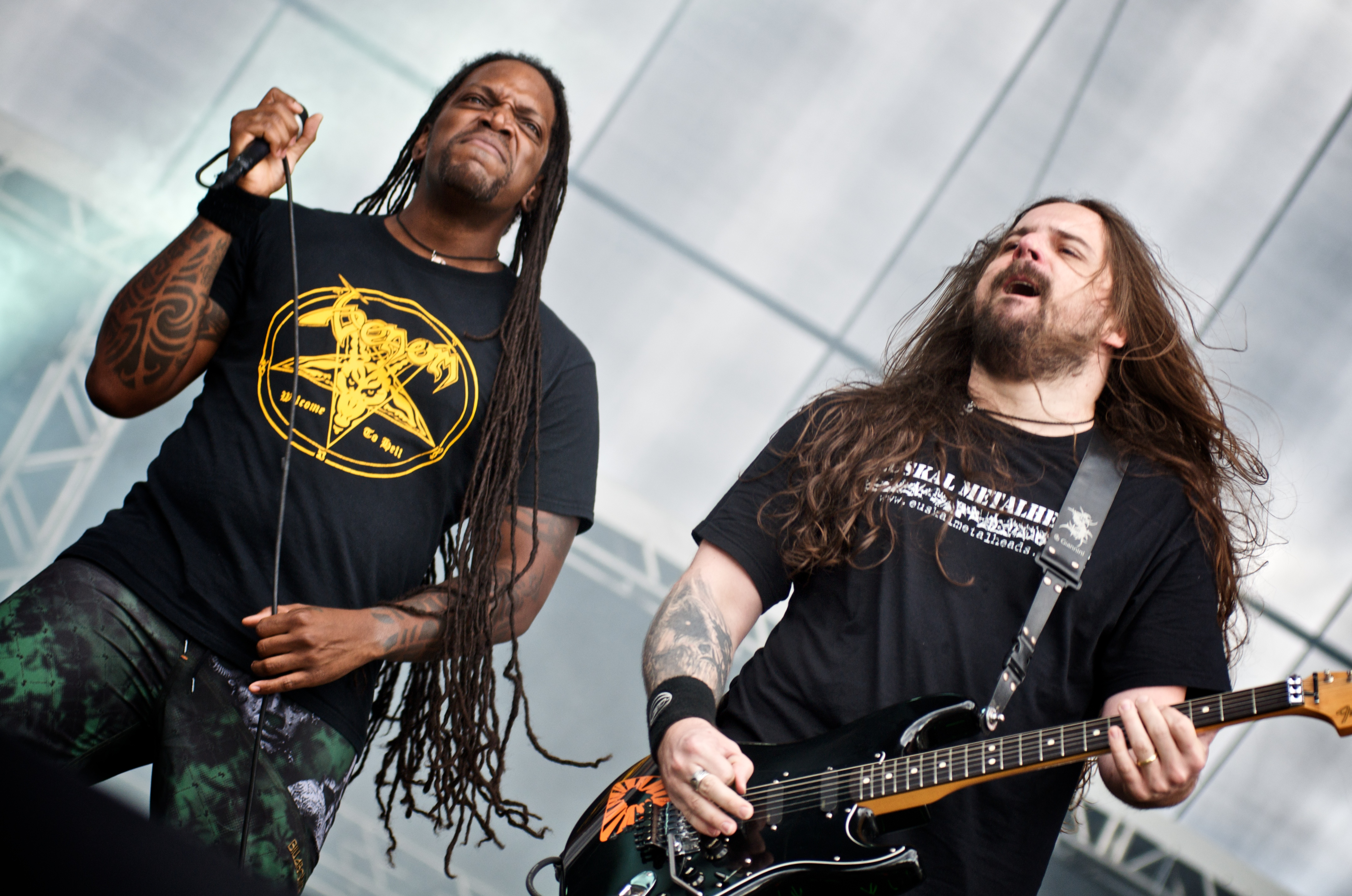
Sepultura, l'un des groupes représentants du heavy metal brésilien.

Le heavy metal brésilien est né au milieu des années 1980 avec trois scènes importantes : Belo Horizonte, São Paulo et Rio de Janeiro. Les groupes brésiliens de metal les plus célèbres sont Sepultura, Angra, Krisiun et le chanteur Andre Matos. Sepultura est considéré comme un groupe de thrash metal influent, influençant le développement du death metal.
Les groupes célèbres des années 1980 incluent Korzus, Sarcófago, Overdose, Dorsal Atlântica, Viper, MX, PUS, Mutilator, Chakal, Vulcano et Attomica. Les groupes des années 1990 incluent Andralls, MQN, Macaco Bong, Black Drawing Chalks, Superguidis, Mental Hor, The Mist, Scars, Distraught, Torture Squad, Eterna et Silent Cry. Les groupes des années 2000 incluent It's All Red, Eyes of Shiva, Autoramas, Tuatha de Danann, Claustrofobia, Quimere, Apokalyptic Raids, Project46, et Wizards et Andragonia.
Il y a aussi Massacration, un groupe de heavy metal satirique brésilien, autoproclamé « le plus grand groupe du monde ». Parodiant à l'origine Manowar, ils sont finalement devenus une parodie des groupes de Hair Metal des années 1980.

### Axé
Désigné par un mot venant du candomblé, qui signifie « matière spirituelle » ou « ondes positives », cette musique est née d'un mariage de manifestations populaires lors du carnaval de Salvador et de musiques à succès de l'époque.

### Funk carioca
Crée dans les années 1980, le funk carioca est un type de musique électronique créé dans les favelas de Rio de Janeiro, dérivé de la Miami bass. Dans la ville de Rio, le funk carioca est appelé simplement funk (carioca signifie « de Rio ») bien qu'étant un style différent du véritable funk américain. Bien qu'appelé baile funk à l'extérieur du Brésil, ce terme désigne en fait les soirées où est joué ce type de musique. Le genre se  popularise avec un grand impact dans les années 1980, avec des chansons comme Feira de Acari de MC Batata, avec Furacão 2000, MC Marlboro, se transformant plus tard en une chanson plus agressive, avec des paroles abordant la violence, la drogue et le sexe dans les années 1990.

### Mango beat
Au début des années 1990, Chico Science et Nação Zumbi du Pernambouc, au nord-est du Brésil, créent un mouvement musical et culturel alternatif, mêlant traditions locales et urbaines, le mangue beat, qui est parmi les plus riches qu'ait connu le Brésil au début du XXIe siècle.

### Lambada
Genre créé par Pinduca et inspiré du carimbo et de la guitarrada, différent de la lambada popularisée en France dans les années 1990.

## Instruments

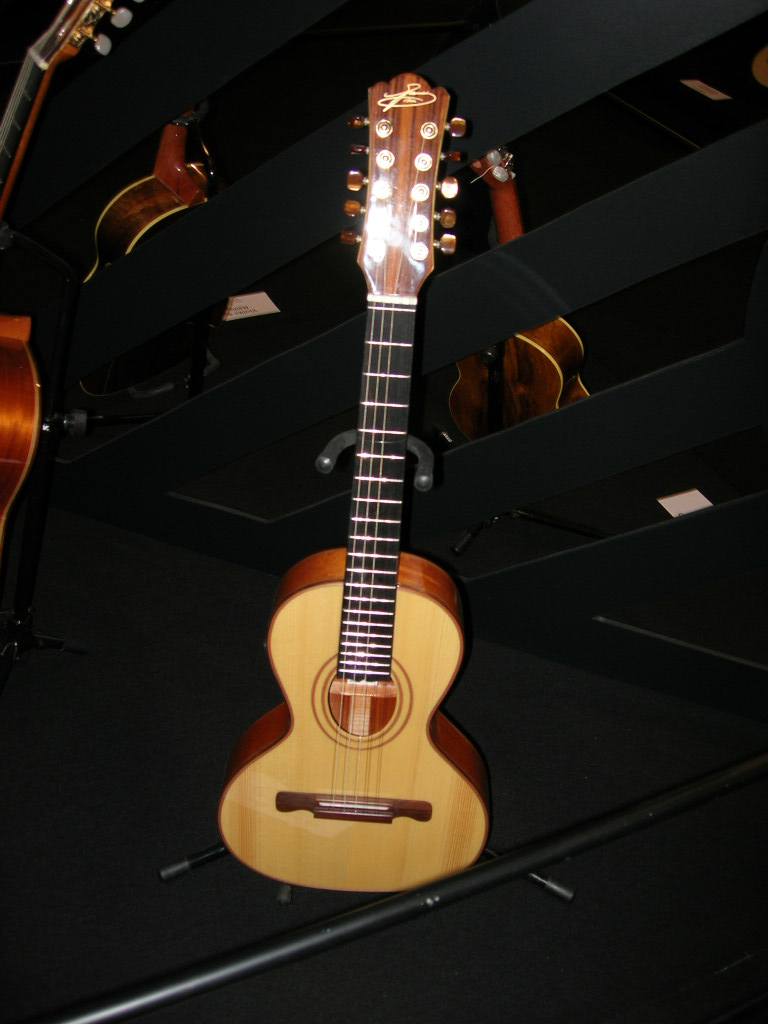
Viola caipira.

- Vents : apito, pifano, tulé, zanfona.
- Cordes : bandolim, berimbau, cavaquinho, gualambo, rabeca, violão.
- Percussions : afoxé, agogô, angoia, atabaque, berra-boi, bombo, cadete, caixa, caxixi, chocalho, cuíca, frigideiras, ganzá, gonguê, guaia, guzunga, ilu, maracas, matraca, marimba, mulemba, pandeiro, prato e faca, quinjengue, reco-reco, repinique, surdo, tamborim, tambu, tarol, timbal, et zabumba.